# Вавилов, Михаил Васильевич (государственный деятель)
Михаил Васильевич Вавилов — советский государственный деятель, первый председатель Мурманского облисполкома (1940).

## Биография
Родился 26 (13) сентября 1903 года в г. Елец Орловской губернии.
Подростком работал по найму в железо-скобяной мастерской. В 1919 г. добровольцем вступил в 11-й Саратовский стрелковый полк войск ВЧК, воевал против Деникина. В сентябре 1921 г. мобилизован в отдельный Саратовский батальон особого назначения. С ноября 1922 г. член РКП(б).
В 1923 г. Саратовским губкомом партии направлен на рабфак Петроградского института путей сообщения, окончил 2 курса рабфака и областные финансовые курсы.
В ноябре 1925 г. призван в РККА и до августа 1927 г. служил в 11-й стрелковом корпусе, получил звание младшего командира.
С августа 1927 г. работал финансовым агентом, инспектором особой части по госфондам Ленинградского облфинотдела.
С 1931 г. на партийной работе, секретарь парторганизации артели «Сила», Лентрудбытсоюза, треста «Кофе», секретарь парткома райпищеторга Дзержинского района Ленинграда.
В январе 1938 г. решением ЦК ВКП(б) направлен в Куйбышев, где работал заведующим советско-торговым отделом Куйбышевского обкома ВКП(б).
С июня по ноябрь 1939 г. слушатель Высшей школы партийных организаторов при ЦК ВКП(б).
В ноябре 1939 г. командирован в Мурманск.
Постановлением Президиума Верховного Совета РСФСР от 25 ноября 1939 г. утверждён председателем Оргкомитета Президиума Верховного Совета РСФСР по Мурманской области.
На I сессии I созыва Мурманского областного Совета депутатов трудящихся, состоявшейся 5-6 января 1940 г., избран председателем исполкома Мурманского областного Совета депутатов трудящихся.
Освобожден от обязанностей решением 3-й сессии I созыва областного Совета, состоявшейся 26-27 августа 1940 г.
Дальнейшая судьба не известна. На 1944 год некий Михаил Васильевич Вавилов числится как директор пищеторга Дзержинского района города Ленинград.